# Uraniu sărăcit

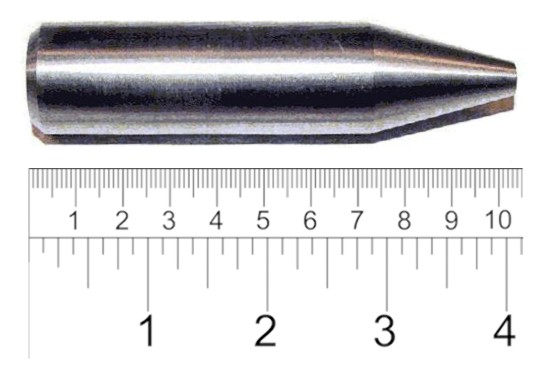
Proiectil perforant, calibrul 30mm, cu miez din uraniu sărăcit.

În naturǎ elementul uraniu constǎ dintr-un amestec de trei izotopi : 238U (99,27% in masa), 235U (0,72%) și 234U (0,0054%). Organismul uman conține în medie 90 micrograme de uraniu repartizate astfel: 66% în schelet, 16% în ficat 8% în rinichi și 10% în alte țesuturi.
Definiția oficială a uraniului sărăcit dată de Comisia de Reglementare Nuclearǎ a SUA (NRC) este: uraniul în care fracția procentuală în greutate a 235U este mai mică de 0,711%. Pentru utilizǎrile militare ale uraniului sǎrǎcit compoziția izotopică este : 99,8% 238U ; 0,2% 235U și 0,001% 234U. 
Uraniul sǎrǎcit rezultǎ ca deșeu din instalațiile de îmbogǎțire a uraniului natural. În timpul procesului de îmbogǎțire izotopii fisionabili ai uraniului se concentreazǎ în produsul util, iar deșeul își pierde cea mai mare parte din radioactivitate. Din acest motiv uraniul sǎrǎcit nu reprezintǎ un risc potential pentru public fiind de 3 milioane de ori mai puțin radioactiv decât radiul folosit în trecut la cadranele ceasurilor de mânǎ și de 10 milioane milioane de ori decât detectoarele de incendiu. 
Majoritatea uraniului sărăcit se păstrează sub formă de hexafluorură de uraniu (UF6) în cilindri de oțel cu o capacitate de 12,7 tone  și se depozitează aproape de platformele de îmbogățire. Datorită riscurilor de păstrare a UF6, guvernul american a inițiat transformarea inventariului de UF6 în uraniu metalic, mai sigur și cu viitoare aplicații potențiale.
Inventarul Mondial de Uraniu Sărăcit
| Tară                       | Organizație | Tone depozitate | Data |
| -------------------------- | ----------- | --------------- | ---- |
| Statele Unite ale Americii | DOE         | 480,000         | 2002 |
| Rusia                      | FAEA        | 460,000         | 1996 |
| Franța                     | COGEMA      | 190,000         | 2001 |
| Regatul Unit               | BNFL        | 30,000          | 2001 |
| Germania                   | URENCO      | 16,000          | 1999 |
| Japonia                    | JNFL        | 10,000          | 2001 |
| China                      | CNNC        | 2,000           | 2000 |
| Coreea de Sud              | KAERI       | 200             | 2002 |
| Africa de Sud              | NECSA       | 73              | 2001 |
| TOTAL                      |             | 1,188,273       | 2002 |

## Aplicații ale uraniului sărăcit
Densitatea foarte mare (19,1 g/cm3) și proprietățile lui fizice îl recomandă pentru unele aplicații militare și civile. Principalele utilizări civile sunt : contragreutăți în aviație, ecrane pentru radiații, containere pentru surse de radioterapie și deșeuri radioactive, containere de transport pentru materiale radioactive.
Densitatea foarte mare și faptul cǎ se poate aprinde ușor îl recomandă pentru fabricarea de muniție care poate penetra blindajul tancurilor. Când muniția cu uraniu sărăcit lovește vehicolul blindat se generează aerosoli ce constituie un risc potențial pentru combatanți. 

## Toxicitatea uraniului sărăcit
Pe baza datelor științifice credibile privind "Sindromul Războiului din Golf" și a investigațiilor fǎcute de Națunile Unite asupra consecințelor rǎzboaielor din Bosnia și Kosovo s-a concluzionat că expunera la uraniu sărăcit nu are un impact semnificativ asupra sănătății și a mediului. Toxicitatea uraniului este mai degrabă de natură chimică decât radiologicǎ. OMS a stabilit limitele tolerabile pentru ingestia sau inhalarea de uraniu sărăcit la 0,5 µg per kilogram corp per zi.